# (I’ve Had) The Time of My Life
(I’ve Had) The Time of My Life – piosenka z 1987 roku skomponowana przez Franke Previte, Johna DeNicola i Donalda Markowitza oraz nagrana przez Billa Medleya i Jennifer Warnes na potrzeby ścieżki dźwiękowej do filmu Dirty Dancing.

## Nagrody
- Nagroda Akademii Filmowej za najlepszą oryginalną piosenkę filmową.
- Złoty Glob za najlepszą piosenkę.
- Nagroda Grammy za najlepsze wokalne wykonanie popu przez duet lub grupę.